# Trimethylsilylbenzol
Trimethylsilylbenzol (auch Phenyltrimethylsilan) ist eine organische Verbindung aus der Gruppe der Carbosilane.

## Herstellung
Trimethylsilylbenzol kann durch Reaktion von Ethoxytrimethylsilan mit Phenyllithium hergestellt werden.

## Reaktionen
Eine Trimethylsilylgruppe an einem Aromaten ermöglicht eine ipso-Substitution zur Sulfonsäure durch Reaktion mit Schwefeltrioxid-Dioxan und anschließende basische Hydrolyse. Die Reaktion von Trimethylsilylbenzol ergibt so Benzolsulfonsäure. Aluminiumbromid katalysiert die Disproportionierung von Trimethylsilylbenzol, wobei unter anderem Tetramethylsilan entsteht.

## Metabolismus
In einer Studie an Ratten wurde festgestellt, dass die Silicium-Kohlenstoff-Bindungen metabolisch stabil sind. Die Verbindung wird unter anderem durch Hydroxylierung an der Phenylgruppe oder einer Methylgruppe metabolisiert.